# Bié (provins)
Bié er en provins i Angola. Den har et areal på 70.314 km2
og et befolkningstal på 1.455.255 (2014) indbyggere. Kuito er hovedbyen i provinsen. Ifølge statistik fra 1988 boede 201.600 mennesker i urbane områder, mens 843.400 i jordbrugsområder, med en total på 1.044.000 indbyggere. Dagens UNITA-præsident Isaias Samakuva er fra landsbyen Kunji.

## Eksterne links
- angola.org.uk Arkiveret 13. februar 2008 hos  Wayback Machine
- Den amerikanske styremagts statistik fra 1988

1. ↑  Library of Congress / Federal Research Division / Country Studies / Area Handbook Series / Angola / Tables

12°31′00″S 17°34′00″Ø / 12.516666666667°S 17.566666666667°Ø